# Werder (Brandenburg)
Werder település Németországban, azon belül Brandenburgban. Lakosainak száma 26 970 fő (2023. december 31.).

## Fekvése
Potsdamtól délnyugatra fekvő település.

## Története
A 4 tóval és lankás dombokkal szegélyezett szigetváros nevét 1307-ben említette először oklevél.
Környékén a korábbi századokban szőlőt, a 18. századtól pedig gyümölcsöt termesztettek.
A városban gyümölcstermesztő múzeumot rendeztek be, és évente áprilisban megtartásra kerül a 3 hetes úgynevezett "virágzás ünnep", melyet gyümölcs és borkóstolóval kötnek össze.

## Galéria

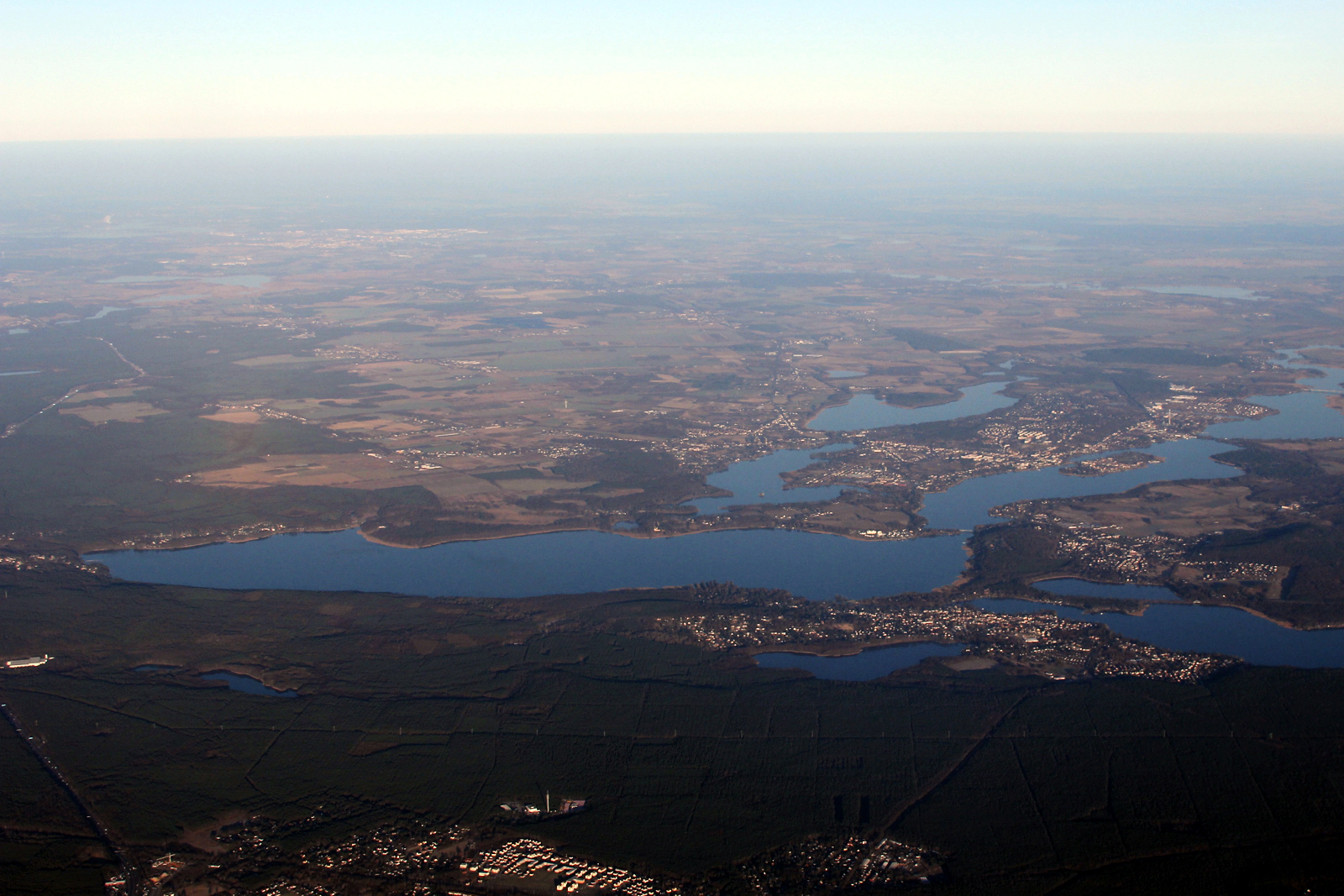
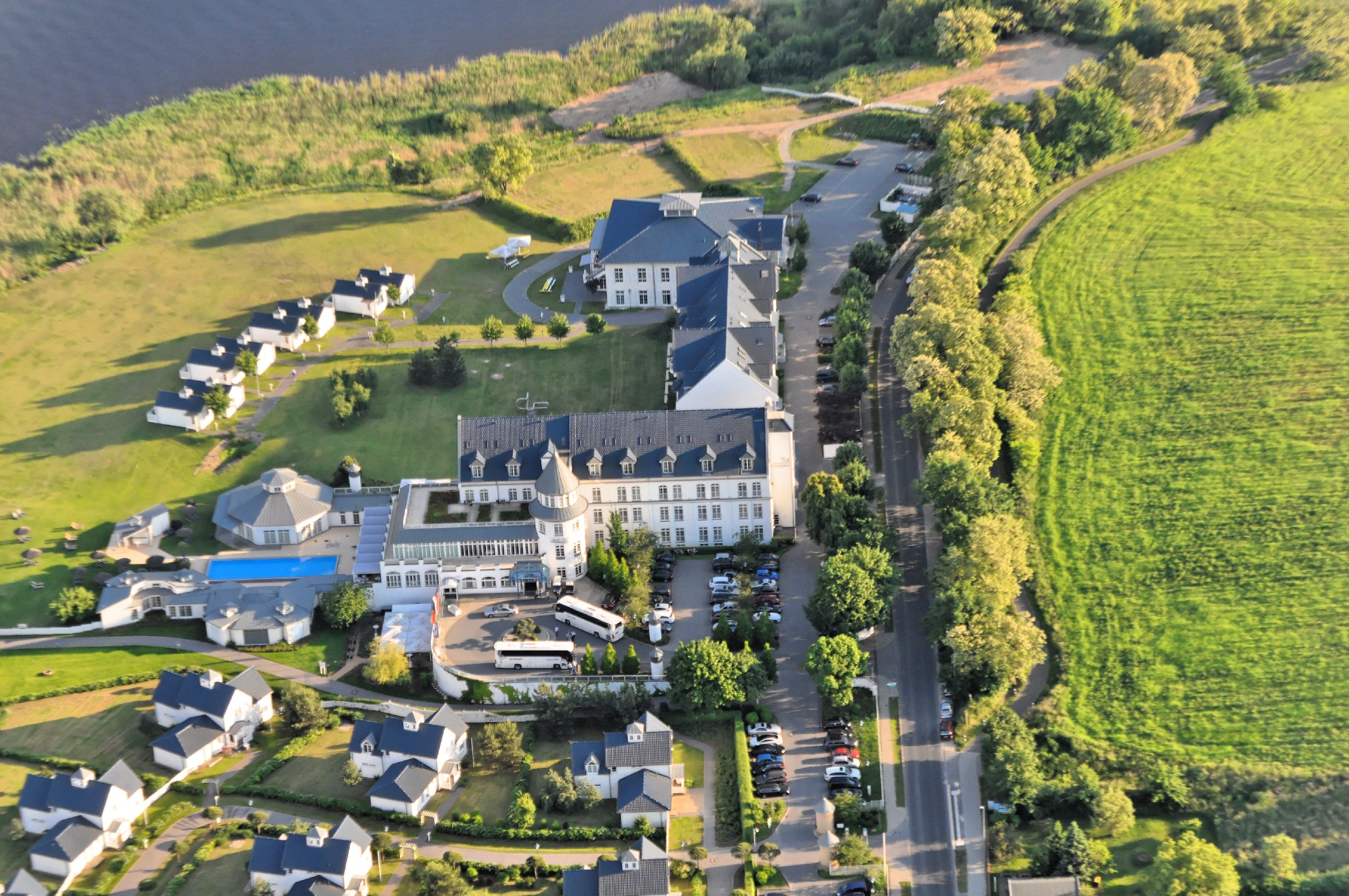
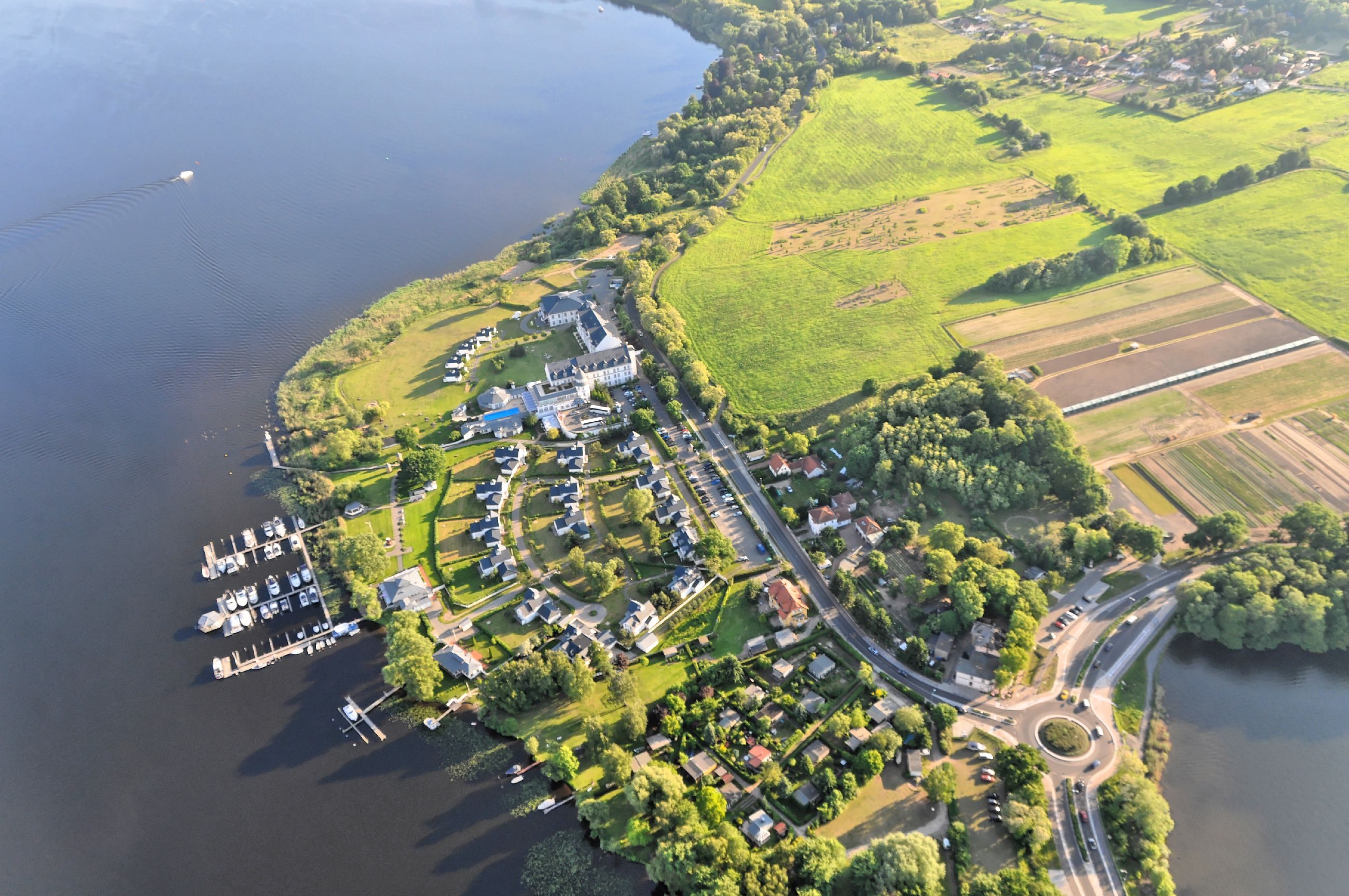
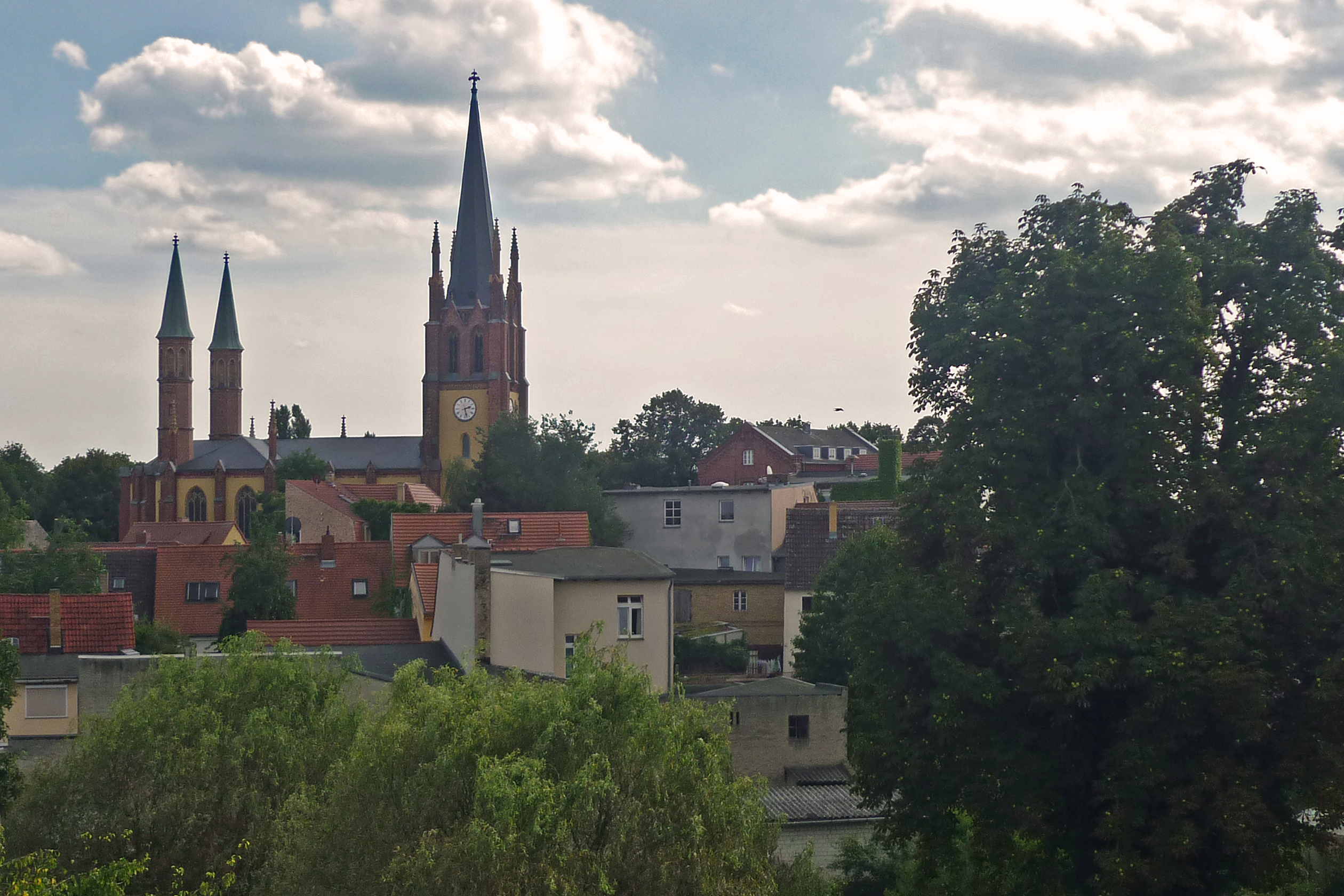
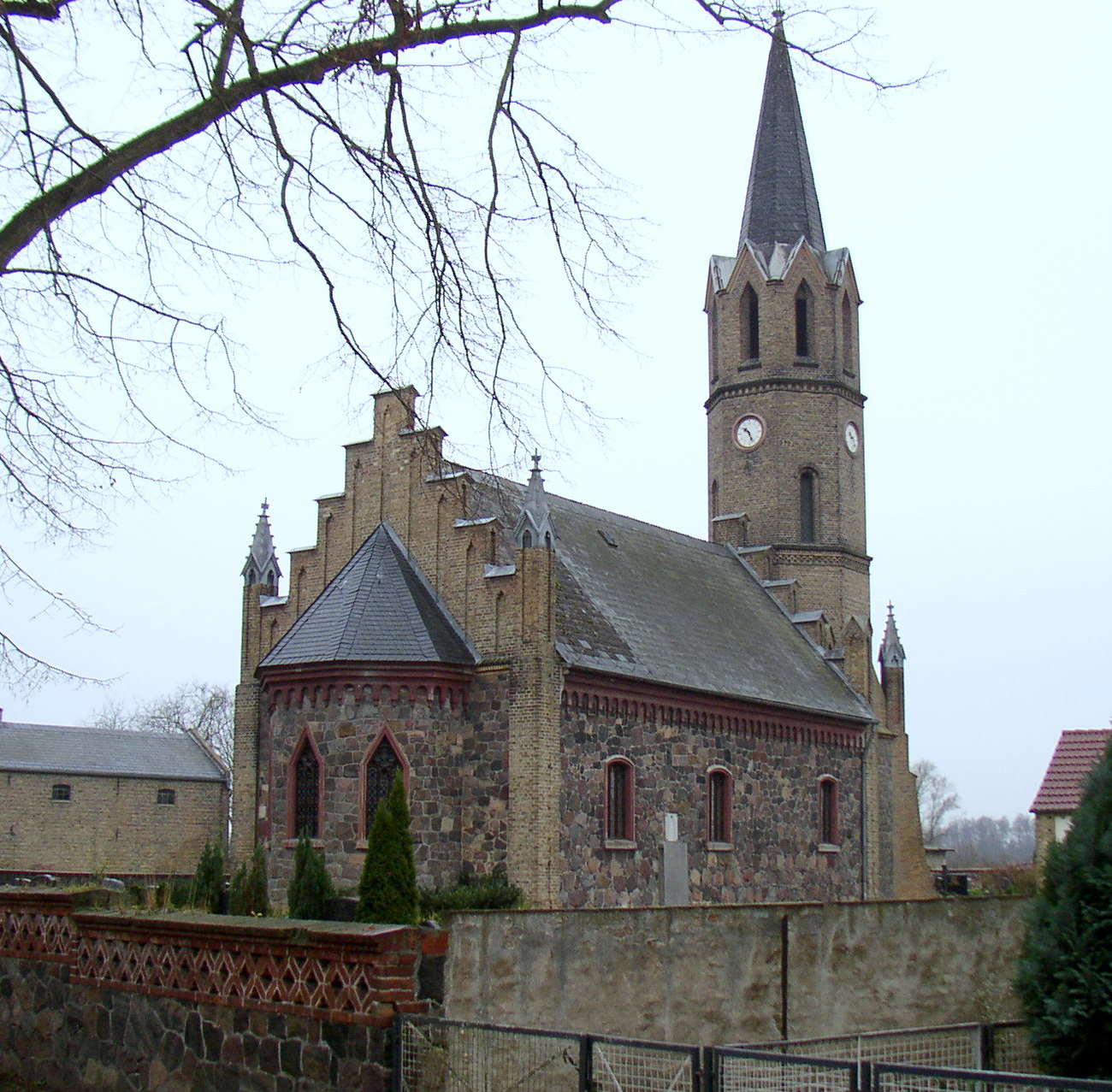
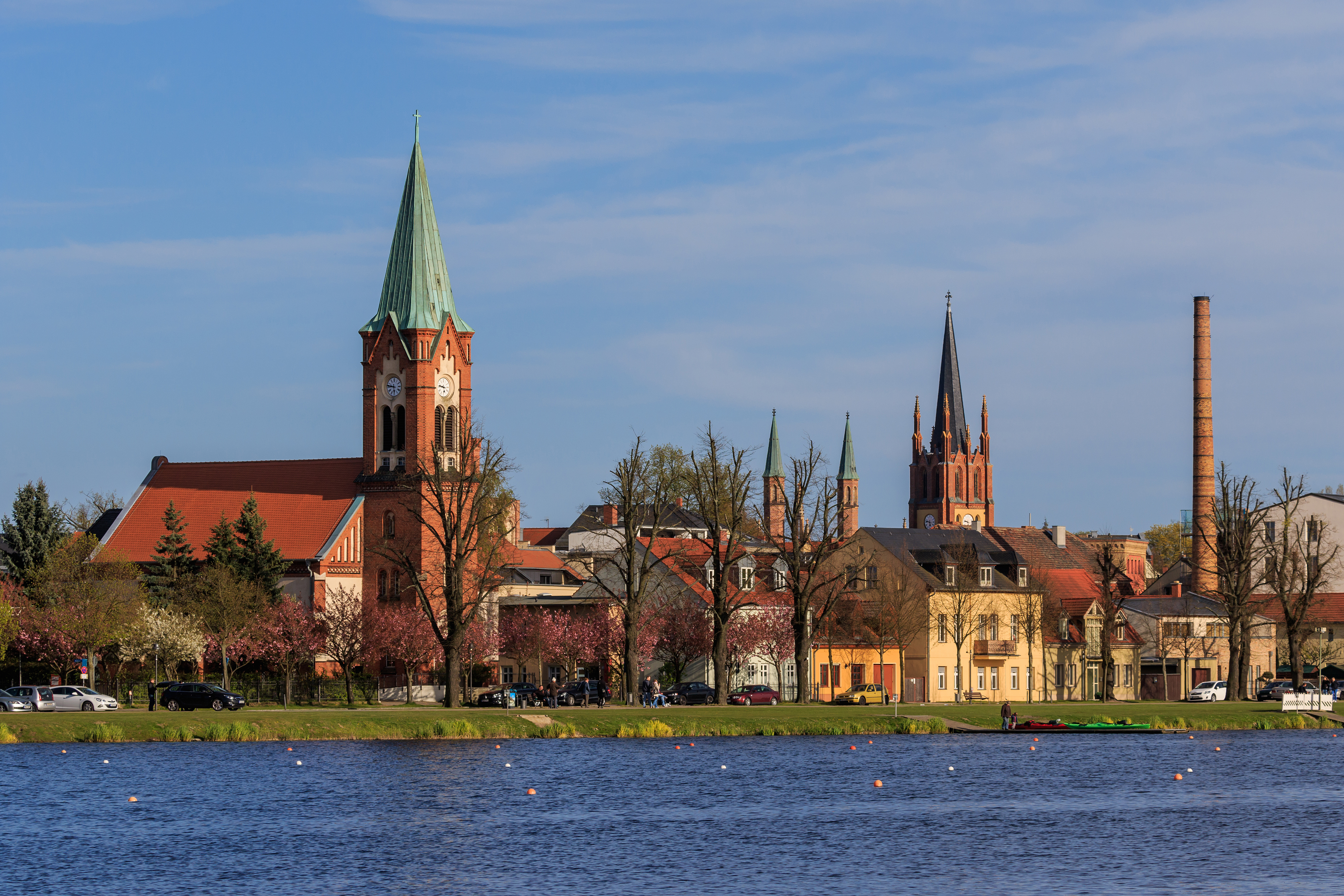
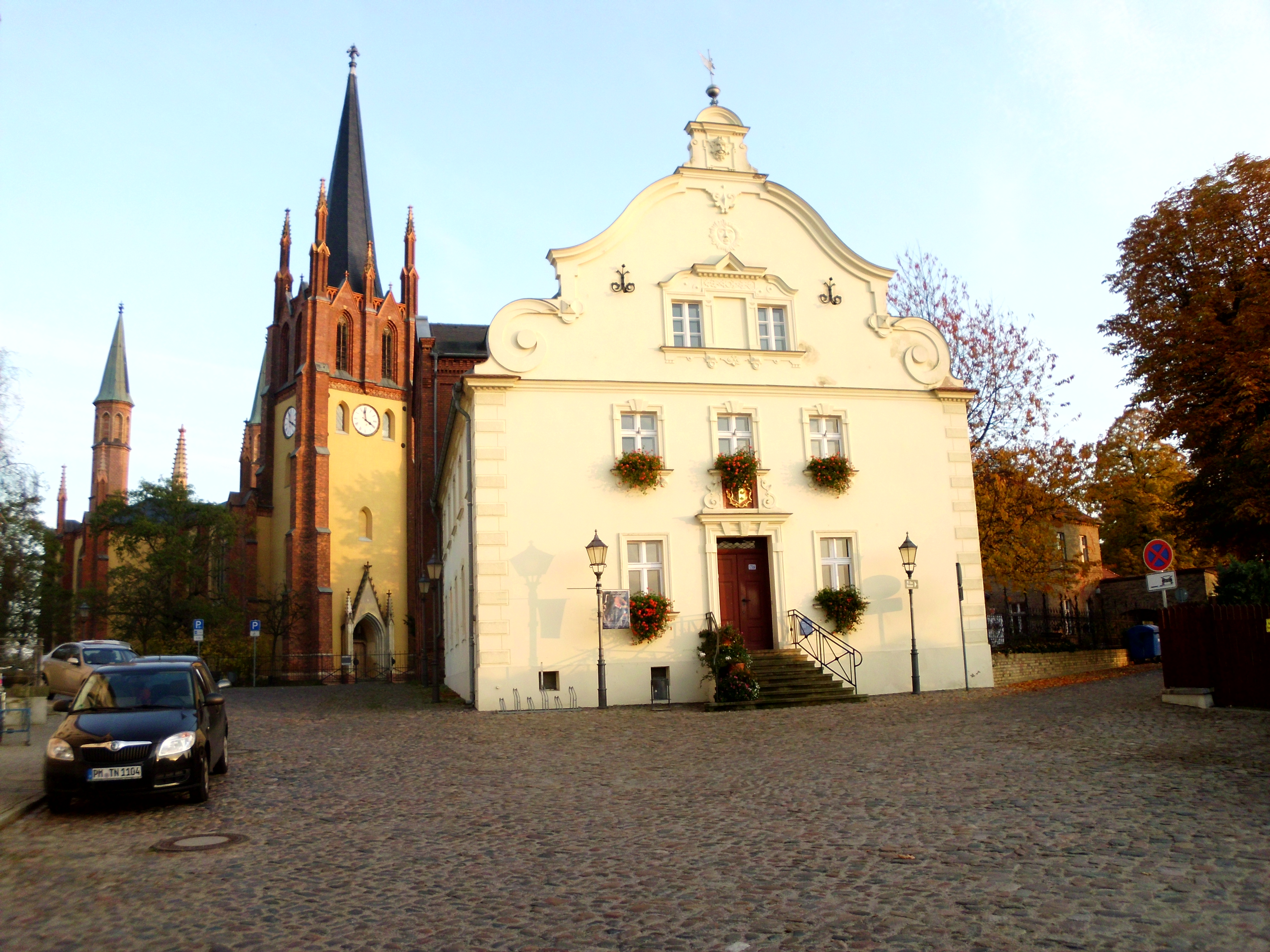
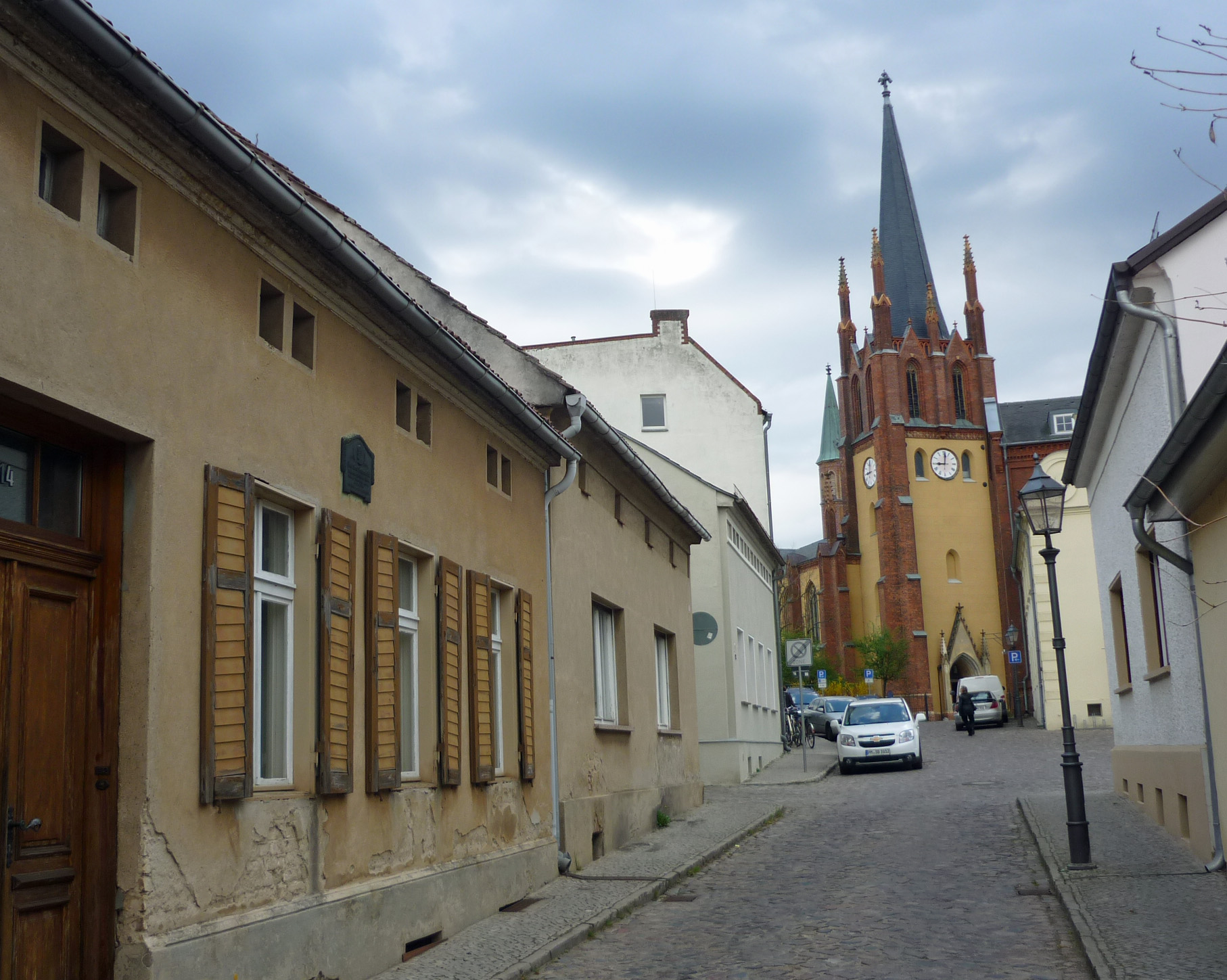
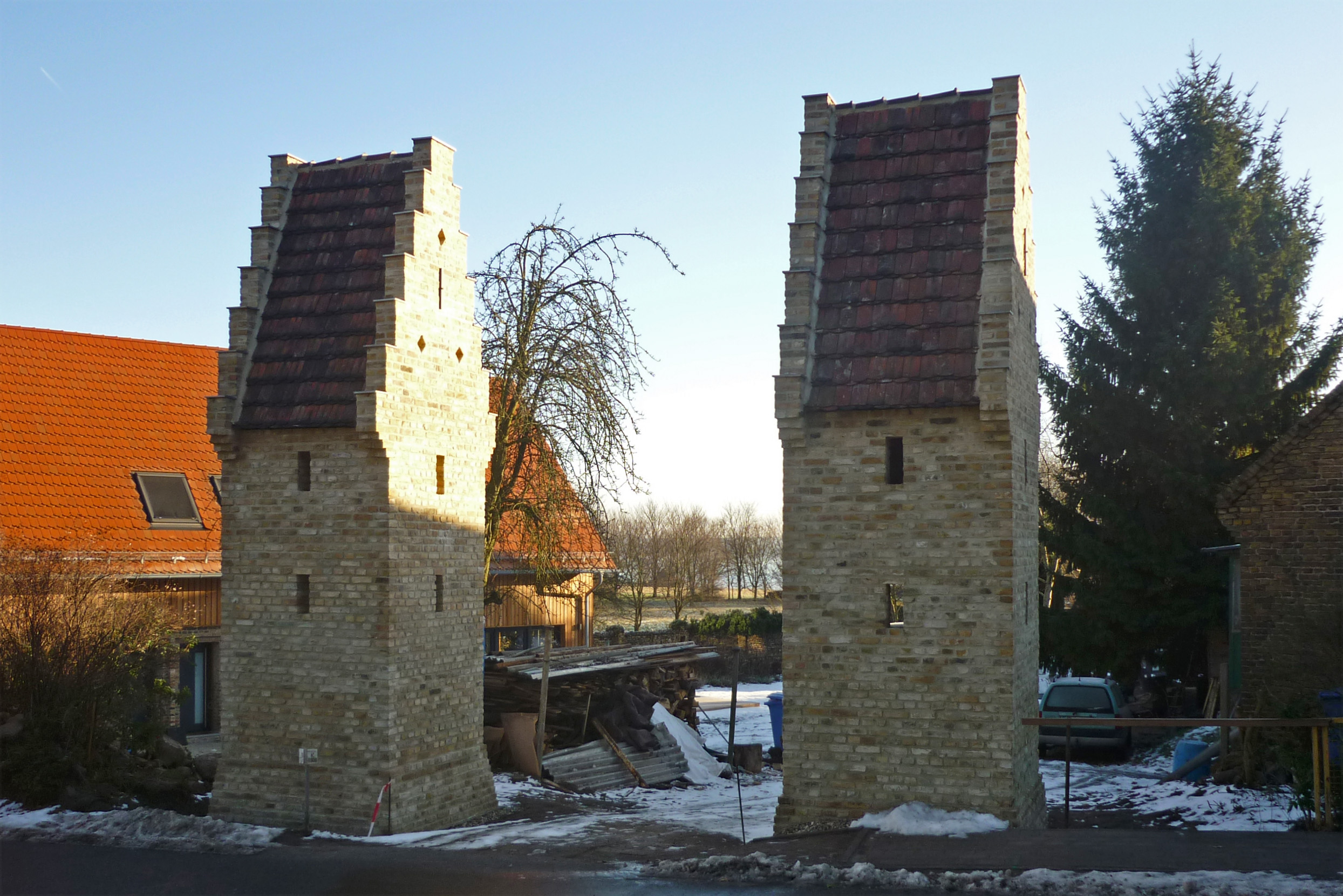
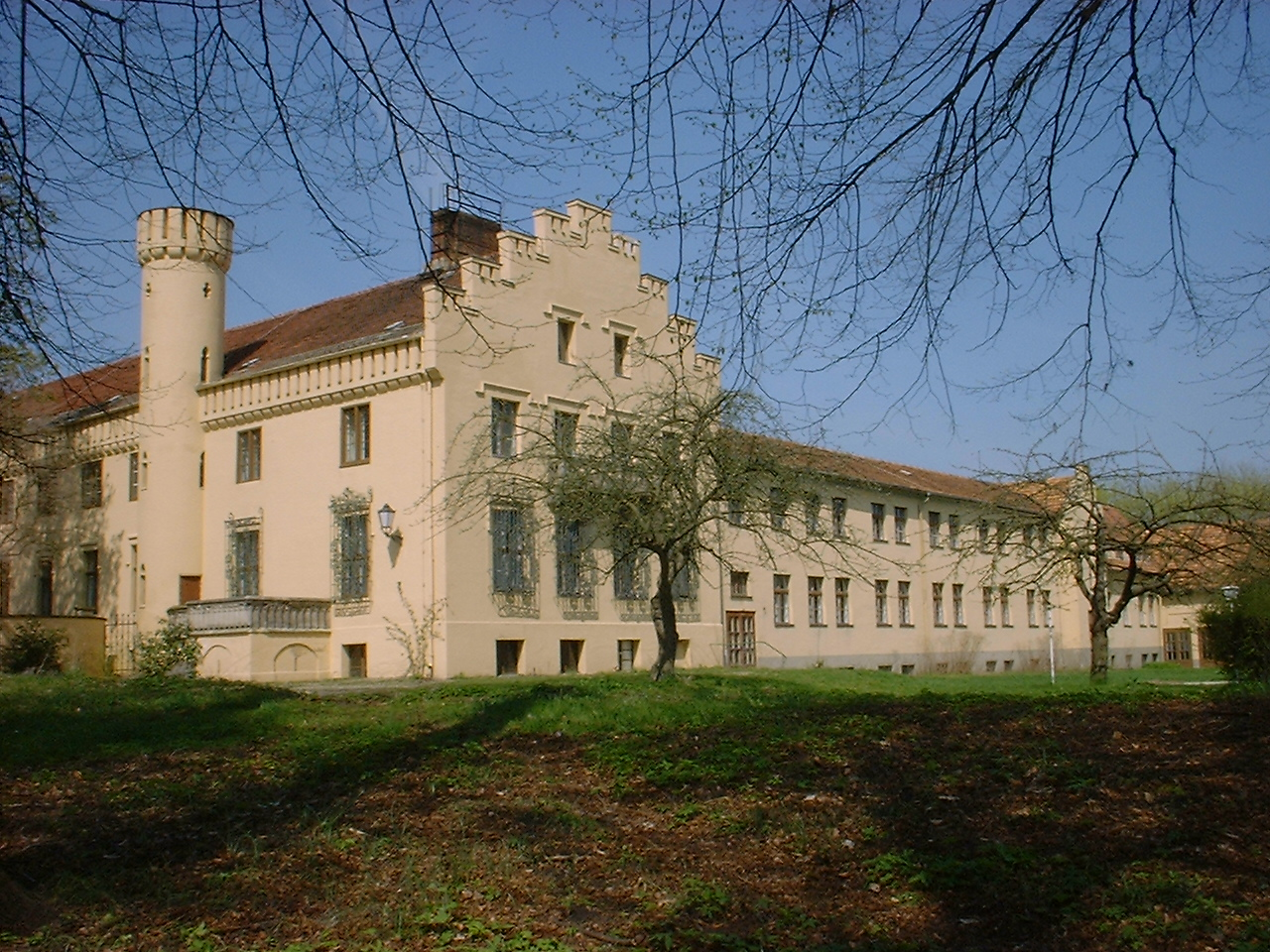
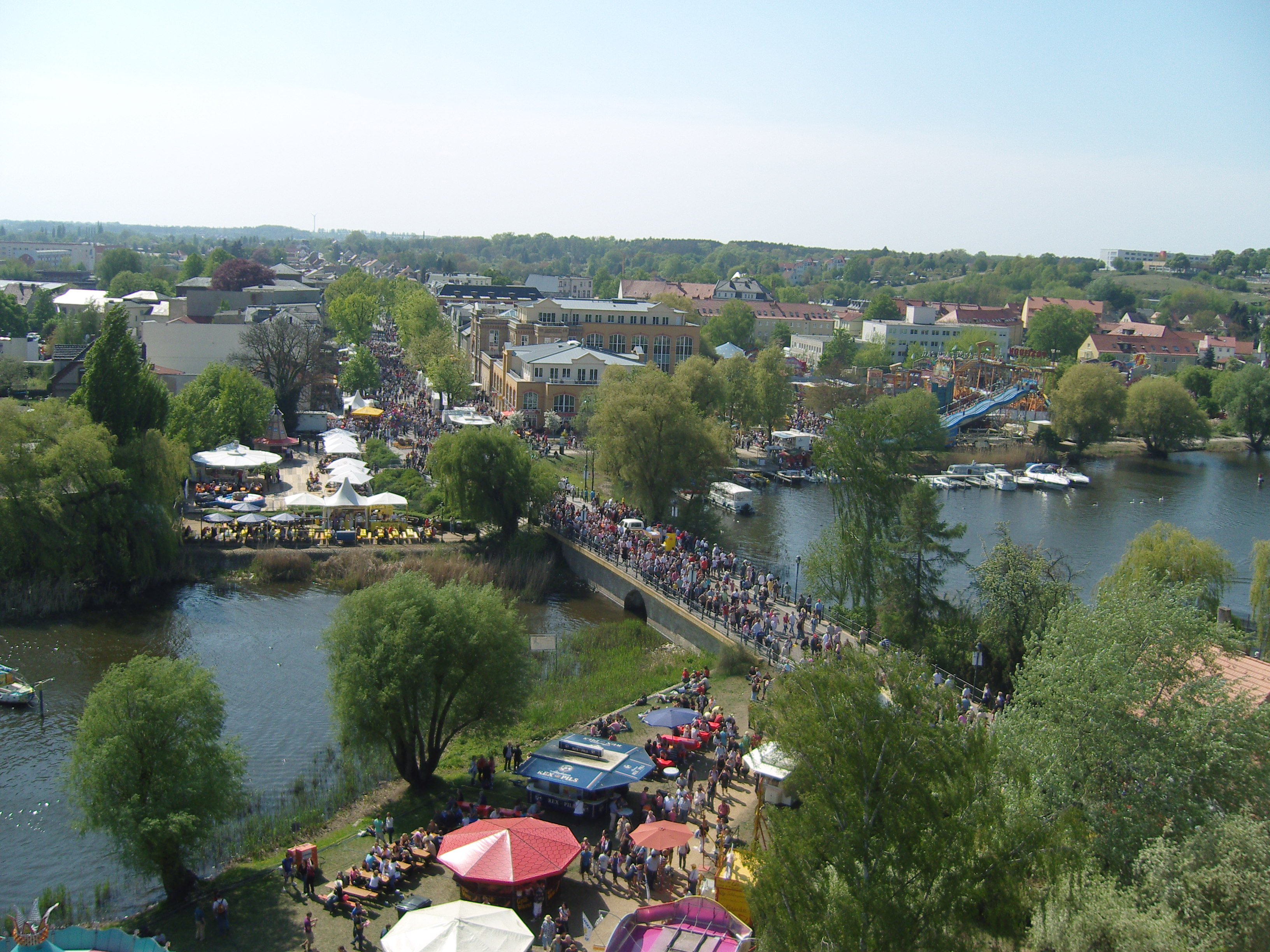
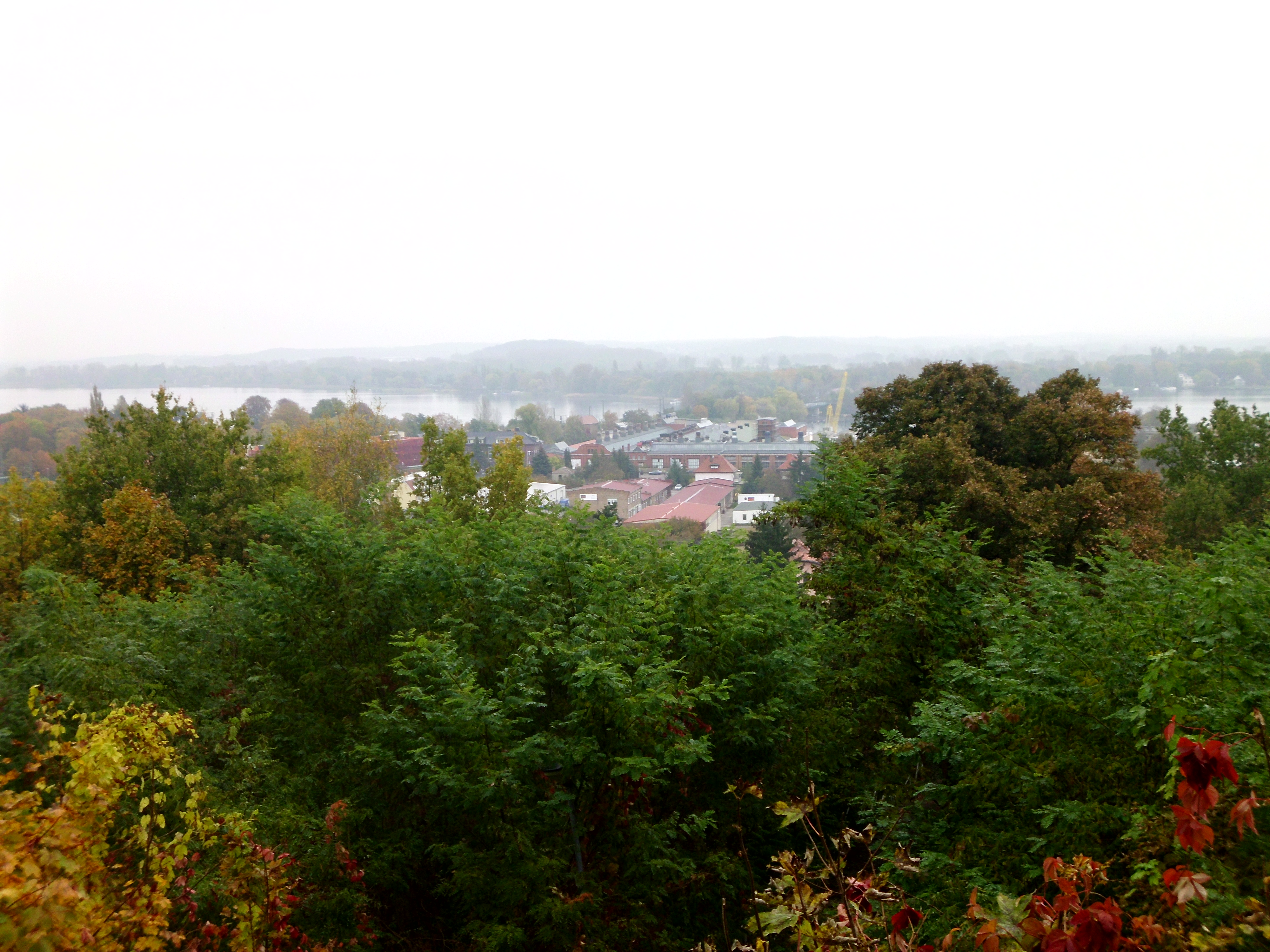
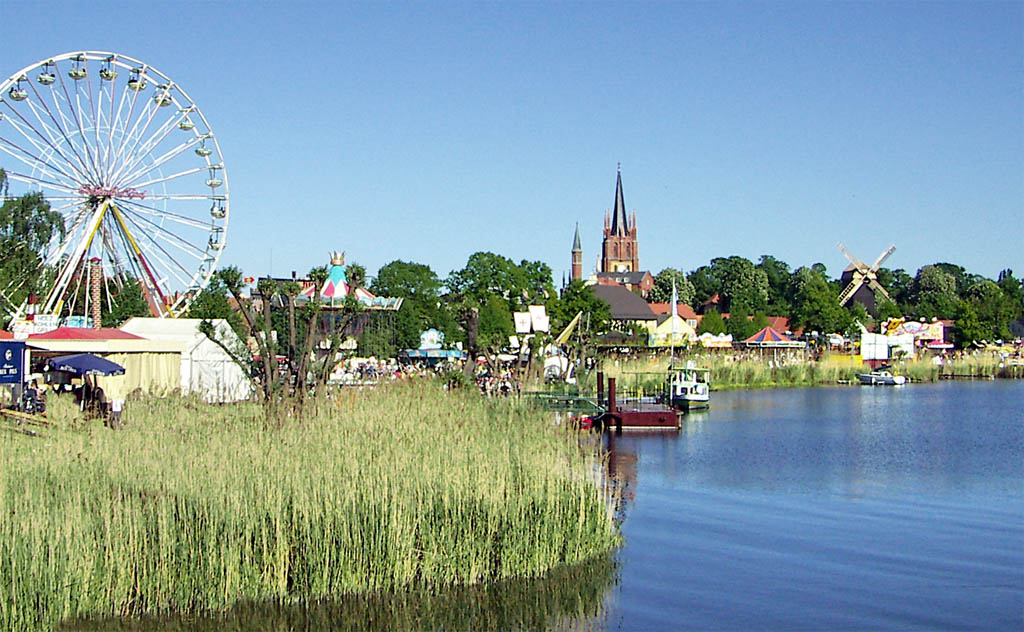
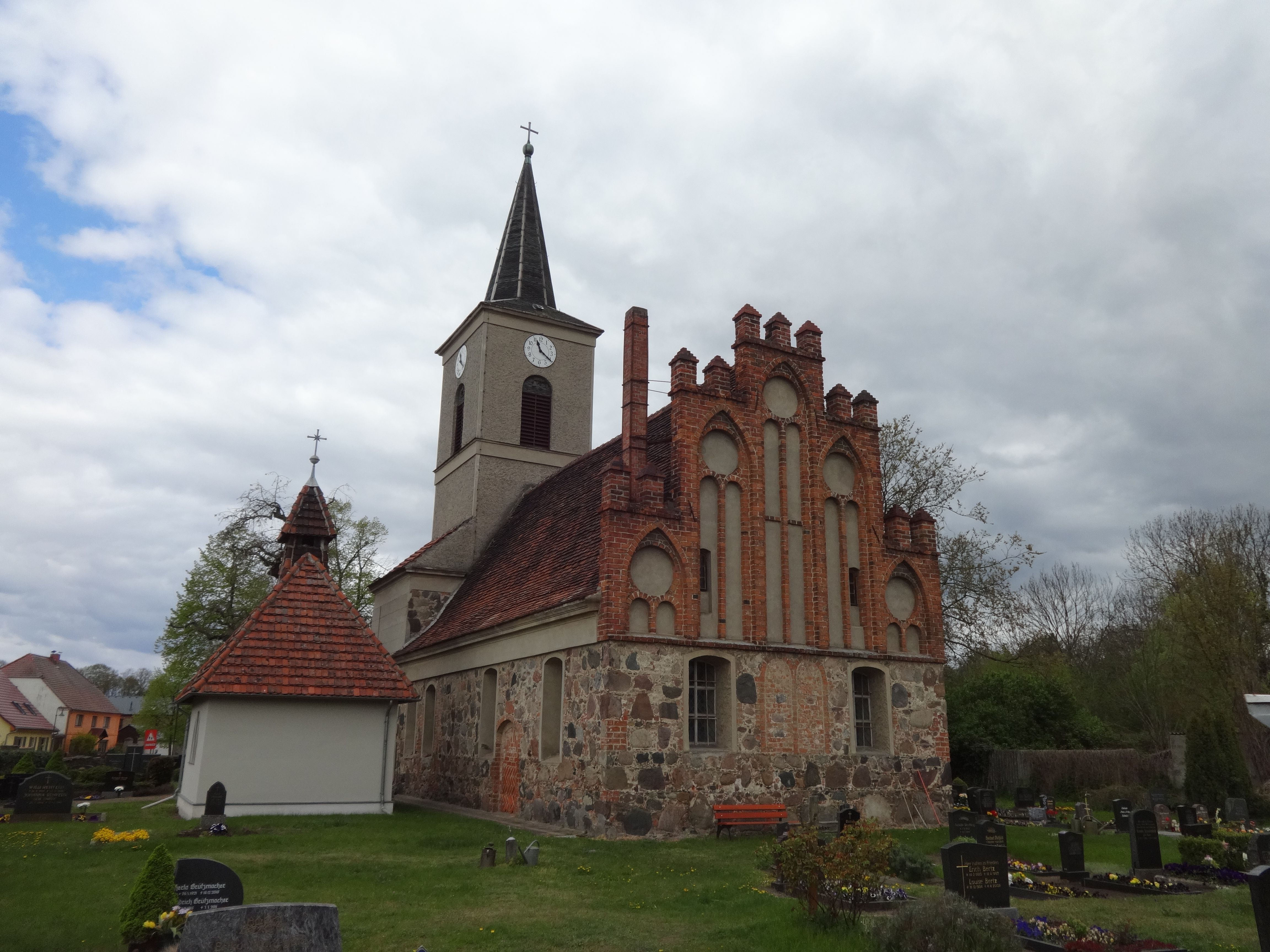

## Népesség
A település népességének változása:
| Lakosok száma | 22 218 | 22 874 | 23 017 | 24 856 | 25 695 | 26 662 | 26 767 | 27 039 | 26 970 |
|               | 2000   | 2005   | 2010   | 2015   | 2017   | 2020   | 2021   | 2022   | 2023   |